# Escuela Normal Superior de París
La Escuela Normal Superior de París (también conocida como École normale supérieure, Normale Sup, Normale, ENS, ENS-Paris, ENS-Ulm o Ulm) es una Escuela Normal Superior francesa fundada el 30 de octubre de 1794, cuyo campus principal está situado en la rue d'Ulm (Calle de Ulm) de París. ENS-Ulm fue la primera Escuela Normal Superior fundada para preparar a los futuros profesores de Francia, reservada para los hombres hasta 1985. Poco conocida fuera del mundo francófono al no ser parte del sistema universitario tradicional, la ENS-Ulm es una de las instituciones de educación superior más selectivas del mundo con una tasa de admisión de menos del 5%.
La ENS es considerada la escuela más prestigiosa de Francia y forma a la élite de la investigación científica de ese país. Entre sus egresados se encuentran 14 ganadores del Premio Nobel, 11 ganadores de la Medalla Fields, así como una buena parte de los científicos y filósofos más influyentes del siglo XX. Tiene campus anexos en el boulevard Jourdan y en el suburbio de Montrouge, así como un anexo para biología en Foljuif.

## La Escuela

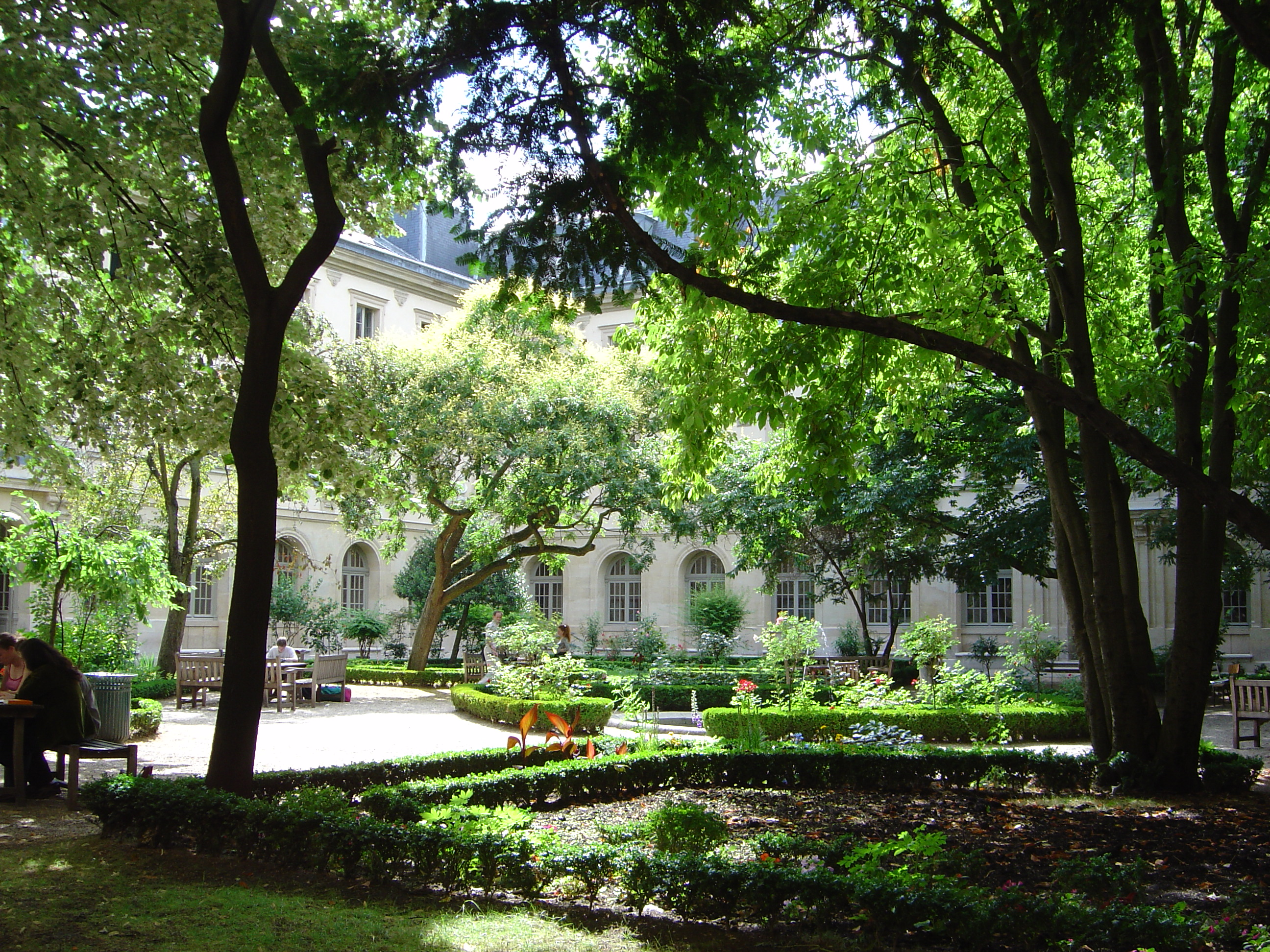
El rectángulo del edificio principal de la ENS es conocido como el Patio de los Ernestos – los Ernestos son los peces dorados del estanque central del patio.

Con el propósito original de preparar profesores de instituto, hoy en día enseña a futuros investigadores, profesores de universidad, funcionarios de alto rango, así como a líderes políticos y empresariales. Se centra en la relación entre preparación e investigación, con énfasis en la libertad de currículo.
Aparte de la Escuela Normal Superior de París, se han establecido otras tres escuelas normales superiores, con objetivos similares:
- Escuela Normal Superior de Lyon (ciencia),
- Escuela Normal Superior de Letras y Ciencias Humanas (humanidades),
- Escuela Normal Superior de Rennes (derecho, economía, gerencia, mecatrónica y ciencias del deporte)
- Escuela Normal Superior París-Saclay (ex Cachan)

Como en muchas otras grandes écoles, la ENS admite principalmente a sus alumnos dos o tres años después del instituto. La mayoría proceden de las prépas (clases preparatorias) y deben pasar uno de los exámenes competitivos más exigentes de Francia. Los estudios en la ENS duran cuatro años. Muchos dedican su tercer año a la agrégation, que les permite enseñar en institutos y universidades. Desde la reforma ENS de París admite cada año unos 100 estudiantes en ciencias, y otros tantos en humanidades.
Los normaliens, como se conoce a los estudiantes de la ENS, mantienen un nivel de excelencia en las varias disciplinas en las que son preparados. Los normaliens de Francia y otros países de la Unión Europea son considerados funcionarios del Estado, y como tales reciben un salario mensual durante 4 años. A cambio, deben dedicarse a servir los intereses de Francia seis años más. Aunque rara vez se lleva a cabo, esta cláusula de exclusividad es revocable mediante pago (normalmente por la firma contratante del interesado).